# Governo della Repubblica Ellenica
Il governo della Repubblica Ellenica (in greco Κυβέρνηση της Ελληνικής Δημοκρατίας?, Kyvernīsī tīs Ellīnikīs Dīmokratias) è un organo collegiale del sistema politico greco che costituisce il vertice del potere esecutivo in Grecia. Esso è composto dal Primo ministro della Grecia e dai ministri, che formano a loro volta il Consiglio dei ministri, e dai viceministri.

## Formazione
Dopo le elezioni parlamentari il Presidente della Repubblica Ellenica nomina il Primo ministro, scegliendo il leader del partito che detiene la maggioranza assoluta dei seggi in Parlamento (151 su 300), e, su proposta di quest'ultimo, i ministri e i viceministri. Nel caso in cui nessun partito detenga la maggioranza assoluta, il capo dello Stato avvia un giro di consultazioni con i leader dei primi tre partiti del Parlamento, tentando di formare una maggioranza che possa dare la fiducia ad un esecutivo. Se questo primo giro di consultazioni non dovessero dare esito positivo, il Presidente è tenuto a riunire tutti i leader politici e, nel caso in cui permanga l'impossibilità di formare una maggioranza, è costretto a rivolgersi agli organi del potere giudiziario (Consiglio di Stato, Corte suprema o Corte dei conti) per costituire un governo di transizione che conduca il paese ad una nuova tornata elettorale, per poi procedere allo scioglimento del Parlamento.

## Composizione

### Primo ministro
Il Primo ministro ha una posizione preminente sugli altri membri del governo, ragion per cui è definito capo del governo, e ha il compito di scegliere i ministri e i relativi viceministri. Le sue dimissioni provocano la caduta dell'intero governo. Ad esso si affianca il Vice Primo ministro, che può anche avere un'ulteriore delega ministeriale.

### Ministri
I ministri sono nominati dal Presidente della Repubblica su suggerimento del Primo ministro e occupano i 20 dicasteri con portafoglio del governo:
1. Ministero dell'economia e delle finanze
2. Ministero degli affari esteri
3. Ministero della difesa nazionale
4. Ministero dell'interno
5. Ministero dell'Istruzione, degli affari religiosi e dello sport
6. Ministero della salute
7. Ministero delle infrastrutture e dei trasporti
8. Ministero dell'ambiente e dell'energia
9. Ministero dello sviluppo
10. Ministero del lavoro e della previdenza sociale
11. Ministero della protezione civile
12. Ministero della giustizia
13. Ministero della cultura
14. Ministero dell'immigrazione e dell'asilo
15. Ministero della coesione sociale e famiglia
16. Ministero dello sviluppo rurale e dell'alimentazione
17. Ministero della navigazione e della politica insulare
18. Ministero del turismo
19. Ministero della governance digitale
20. Ministero per la Crisi Climatica e la Protezione Civile

### Segretario del Governo
Il Segretario del Governo è un organo monocratico direttamente subordinato al Primo ministro e posto al vertice della Segreteria generale del Governo, che svolge un ruolo di supporto al Consiglio dei ministri.